# Schweiz am Wochenende
Die Schweiz am Wochenende ist eine Schweizer Zeitung bzw. ein Mantelteil für Regionalzeitungen der Nordwestschweiz, Zentralschweiz und Ostschweiz. Sie erscheint samstags als erweiterte Zeitung mit Lesestoff für das Wochenende. Sie soll damit u. a. die ehemaligen Sonntagszeitungen Schweiz am Sonntag, Ostschweiz am Sonntag und Zentralschweiz am Sonntag ersetzen.

## Gründung 2017
Von September 2007 bis Februar 2017 erschien die Zeitung sonntags, zunächst unter dem Namen Sonntag, ab September 2010 als Der Sonntag und ab März 2023 unter dem Titel Schweiz am Sonntag als siebte Ausgabe der az Nordwestschweiz. Seit dem 4. März 2017 gibt die Nordwestschweiz an ihrer Stelle samstags die ausgebaute Wochenendausgabe unter dem Namen Schweiz am Wochenende heraus.

## Erweiterung 2019
Im März 2019 kündigte CH Media an, die Zeitung Zentralschweiz am Sonntag aus finanziellen Gründen nicht länger drucken zu wollen. Einbrüche am Inseratemarkt hätten dazu geführt. Am 30. Juni 2019 erschien die letzte Ausgabe, nachdem ähnliche regionale Sonntagszeitungen bereits zuvor eingestellt worden waren. Als Ersatz bietet der Verlag seit 6. Juli 2019 der Leserschaft die Schweiz am Wochenende an.

## Ausgaben
Die Schweiz am Wochenende erscheint seit 6. Juli 2019 in einer nationalen Ausgabe sowie in zahlreichen regionalen Ausgaben:
- Nationale Ausgabe
- Ausgaben für die Nordwestschweiz: Aargauer Zeitung, Badener Tagblatt, Limmattaler Zeitung, Solothurner Zeitung, Grenchner Tagblatt, Oltner Tagblatt, bz – Zeitung für die Region Basel, Zofinger Tagblatt
- Ausgaben für die Luzerner Zeitung: Luzerner Zeitung, Zuger Zeitung, Nidwaldner Zeitung, Obwaldner Zeitung, Urner Zeitung, Bote der Urschweiz
- Ausgaben für das St. Galler Tagblatt: St. Galler Tagblatt, Appenzeller Zeitung, Thurgauer Zeitung, Toggenburger Tagblatt, Werdenberger & Obertoggenburger, Wiler Zeitung, Der Rheintaler, Liechtensteiner Vaterland
- Ausgaben für die Südostschweiz: Bündner Zeitung, Bündner Tagblatt, Glarner Nachrichten, Linth-Zeitung
- Ausgabe für die Schaffhauser Nachrichten[7]
- Seit Januar 2024 erscheint der Mantelteil auch bei den Freiburger Nachrichten.[8]